# Dorfkirche Steinhöfel (Angermünde)

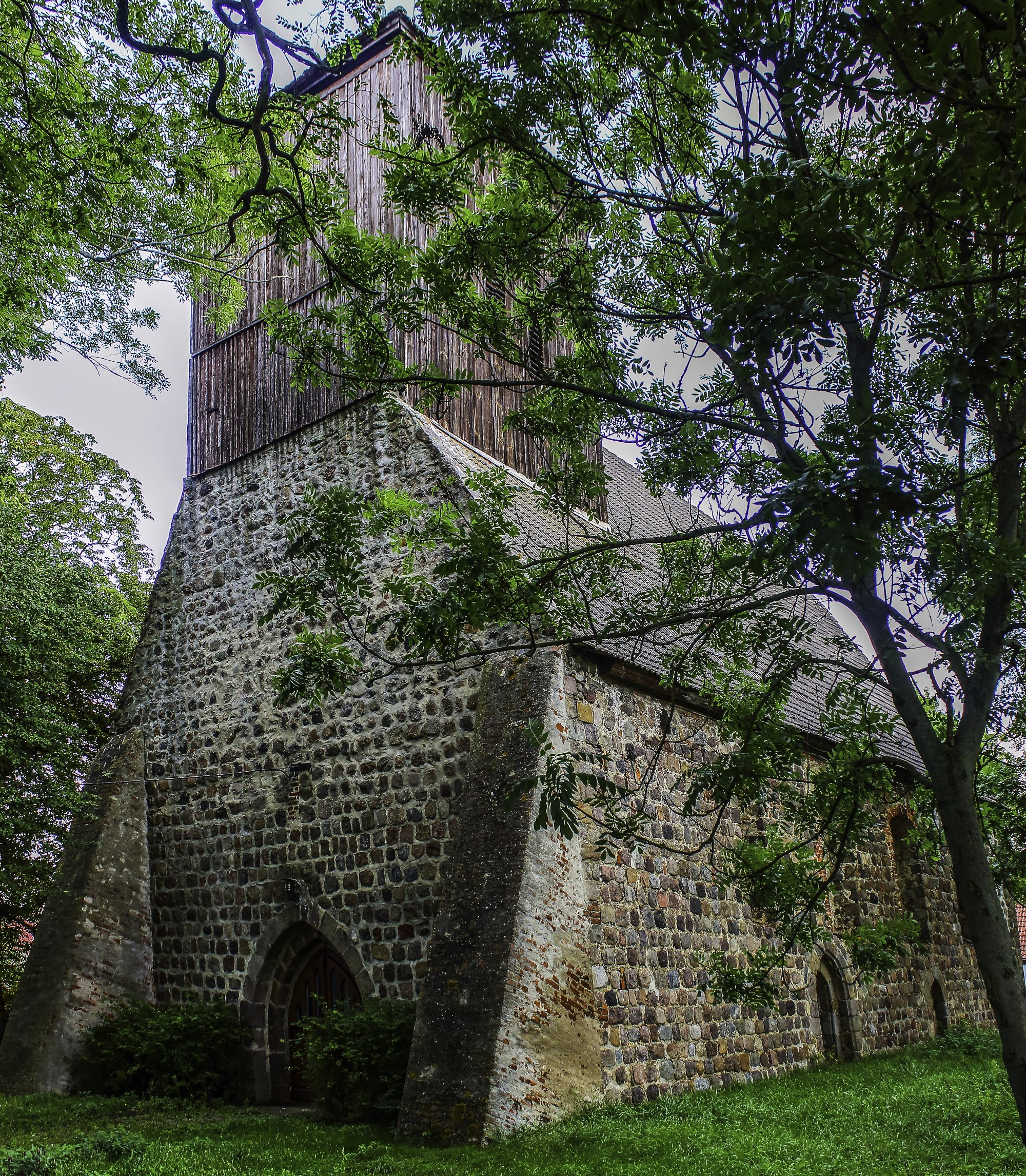
Dorfkirche in Steinhöfel

Die evangelische Dorfkirche Steinhöfel ist eine Saalkirche in Steinhöfel, einem Ortsteil der Stadt Angermünde im brandenburgischen Landkreis Uckermark. Die Kirche gehört der Kirchengemeinde Greiffenberg im Pfarrsprengel Angermünde des Kirchenkreises Uckermark der Evangelischen Kirche Berlin-Brandenburg-schlesische Oberlausitz an. Das Gebäude steht unter Denkmalschutz.

## Lage und Geschichte
Die Kirche steht auf dem Dorfanger von Steinhöfel, an der Anschrift Steinhöfler Straße 5. Der rechteckige Kirchhof, der seit 1848 nicht mehr neu belegt wird, wird von einer mehrfach erneuerten Feldsteinmauer mit Toren im Westen und Osten umgeben. Steinhöfel war ursprünglich eine Mutterkirche und hatte eine Tochtergemeinde in Görlsdorf. Um 1600 und ab 1847 wurde auch Wilmersdorf betreut. Zwischenzeitlich wurde Steinhöfel von benachbarten Gemeinden betreut: Im Jahr 1577 von Görlsdorf, von 1690 bis 1786 von Greiffenberg, von 1817 bis 1818 von Bruchhagen und von 1818 bis 1847 von Ringenwalde. Seit 1965 ist Steinhöfel wieder eine Tochterkirche von Greiffenberg. Im Mittelalter hatte das Dorf vier Pfarrhufen und gehörte zum Bistum Cammin. Das Patronatsrecht hatte im Jahr 1557 die Familie von Sparr zu Greiffenberg inne, danach die jeweiligen Dorfherren anteilig und ab 1786 die Familie von Redern zu Görlsdorf.
Die stilistischen Merkmale deuten darauf hin, dass der Feldsteinsaal in der zweiten Hälfte des 13. Jahrhunderts erbaut wurde. Obwohl die Bauzeit auf der Rückseite des Flügelaltars mit dem Jahr 1220 angegeben ist, lässt sich diese Zeitangabe nicht mit dem heutigen Bau in Verbindung bringen. Es ist jedoch möglich, dass sie sich auf einen hölzernen Vorgängerbau bezieht, falls sie tatsächlich aus einer mittelalterlichen Quelle stammt, z. B. aus einer Weihinschrift.
Zwischen 1710 und 1722 soll das gesamte Holzwerk einschließlich Kanzel und Bänken erneuert worden sein. In dieser Zeit wurden vermutlich auch die Dachtraufe und der westliche Dachturm erneuert. Im Jahr 1774 wurden bei Baumaßnahmen die meisten Fenster im Barockstil vergrößert. Es sind Reparaturen der Kirche aus den Jahren 1803 und 1856/57 dokumentiert. Im Zuge einer Restaurierung des Innenraums von 1889 bis 1891, die von dem Architekten Theodor Prüfer aus Berlin geleitet wurde, wurde das gotische Altarretabel an die Nordseite versetzt und die Ausstattung erneuert. Die Kirche erhielt eine Innenausstattung mit aufgemalter Quaderung, Ornamenten und Sprüchen. Im Jahr 1950/51 wurden zwei Strebepfeiler aus Ziegeln an der Westseite angebracht, um die Kirche zu sichern. Zwischen 1979 und 1981 wurden das Dachwerk repariert und neu gedeckt. Unterhalb der Orgelempore wurde eine Winterkirche eingebaut. Im Jahr 1996 wurde der Dachturm mit einer Verbretterung versehen.

## Baubeschreibung
Es handelt sich um einen rechteckigen Feldsteinbau von 20,8 × 11,6 Metern aus quaderartigem Mauerwerk. Der Raum ist relativ breit im Vergleich zu seiner geringen Länge und wurde ohne besondere Betonung der Ecken aus durchgehenden Steinschichten gemauert. Die Giebel sind ungegliedert und bestehen aus kleinteiligem Feldsteinmauerwerk, wobei der östliche Giebel Putzreste und ein zugesetztes Schlitzfenster aufweist. Die Spitzbogenportale sind gut erhalten und haben Laibungen aus sorgfältig bearbeiteten Feldsteinquadern. Es gibt zwei vergleichsweise dicht beieinander liegende Portale auf der Südseite, die im 19. Jahrhundert vermauert wurden. Das westliche Gemeindeportal ist als zweifach gestuftes Stufenportal ausgeführt hat eine äußere Laibung mit Kehle und eine innere mit Rundstab-Profilierung. Dies stellt eine Besonderheit dar, da derart aufwändige Bearbeitungen häufig Stadt- und Ordenskirchen vorbehalten waren. Der Bogen zeichnet sich durch eine Begleitschicht aus. An der Nordseite gibt es keine Zugänge.
Die meisten der ursprünglich schmalen, gedrückt spitzbogigen Fensteröffnungen wurden im 18. Jahrhundert verbreitert und mit flachbogigem Schluss versehen, wobei auf der Südseite die jeweils östliche und auf der Nordseite die westliche Seite der alten Laibung einbezogen wurden. Die drei Fenster der östlichen Dreifenstergruppe wurden jedoch nur geringfügig verändert, wobei das Mittelfenster etwas höher ist. Das jeweils westliche Fenster der Längsseiten (im Norden mit verändertem Bogenschluss) wurde ebenfalls erhalten. Eine Besonderheit ist die kleine südliche Priesterpforte ohne Profilierung. Über dem relativ breiten, zweifach gestuften Westportal befindet sich ein zugesetztes Schlitzfenster.
Der Dachturm besteht aus einer Fachwerkkonstruktion, die nicht ausgefacht, sondern nur von außen verbrettert ist und Schallluken im Süden und Norden aufweist. Das Pyramidendach des Turms wird von einer Turmkugel mit einer Wetterfahne gekrönt, die fragmentarisch erhalten ist und die Jahreszahlen 1837, 1903 und 1951 trägt, sowie von einem Stern.
Das Kircheninnere hat geweißte Wände und wird von einer flachen Holzbalkendecke überspannt, die vermutlich um 1720/22 gefertigt wurde, ebenso wie die Orgelempore mit profilierten Mittel- und Seitenpfeilern. Seit der letzten Innenrenovierung sind die Fenster mit gemalter roter Quaderung und weißem Fugenstrich eingefasst. Der Fußboden im Laufbereich besteht aus quadratischen Ziegelplatten. Unter dem hölzernen Gemeindegestühl sind teilweise breite Dielenbretter angeordnet. Der Chor ist um eine Stufe erhöht. An der Südwand des Chorteils befindet sich längs gestelltes Gestühl, an der Nordwand der Pfarrstuhl des frühen 18. Jahrhunderts mit später angefügter Kanzel. Gleich daneben befindet sich eine kleine Rechtecknische.
Die Ostfenster sind mit farbiger Ornamentverglasung von 1890/91 ausgestattet, die Lanzetten mit Scheitelkreis sowie Rhomben mit stilisierten Blattornamenten in Grisaille aufweisen, während das Mittelfenster als moderne Ergänzung ein rotes Kreuz auf orangem Hintergrund zeigt. Die Westempore hat eine geschlossene Brüstung, für die ältere Holzteile wiederverwendet wurden, die möglicherweise von einem Gestühl stammen. Darunter befindet sich die Winterkirche mit einer verglasten Holzwand, die ins Schiff vorgezogen ist. Der südliche Turmraum wurde im 19. Jh. wahrscheinlich zur Leichenaufbahrung abgeteilt.
Das Dach des Kirchenschiffs besteht aus einem Sparrendach mit Kehlbalken und liegender Stuhlkonstruktion, die hoch angesetzt sind. Zwischen den Sparren befindet sich ein Windverband aus Riegeln und Diagonalstreben. In der Mitte des Dachs befindet sich eine Hochsäule, an der jedoch kein Hängewerk erkennbar ist. Die Fachwerkkonstruktion des Turms wurde ohne Unterbau direkt auf den Dachstuhl gesetzt, wobei teilweise ältere Hölzer wiederverwendet wurden. Im Rahmen der Sanierung im Jahr 1996 wurden verschiedene Hölzer erneuert. Früher hatte der Turm teilweise Ziegelausfachungen.

## Ausstattung
Der Altarblock besteht aus Feldsteinen und stammt aus dem 13. Jahrhundert. Er wurde verputzt und auf der Rückseite mit Brettern ausgekleidet, in deren Rechtecknische im Jahr 1889 Reliquien gefunden wurden. Dafür wurde eine Oblatendose aus Messing, die Informationen über die Erneuerung von 1767 enthielt, eingemauert. Der hölzerne Altaraufsatz mit einem Kruzifix wurde um das Jahr 1889 gefertigt, vermutlich nach einem Entwurf von Theodor Prüfer. Es handelt sich um einen kleinen, dreiteiligen Aufbau mit Inschriften, einer gemalten Darstellung des Agnus Dei (Lamm Gottes) und einem Kruzifix mit geschnitztem Corpus am erhöhten Mittelteil.
Das gusseiserne Altarkruzifix stammt aus dem 19. Jahrhundert und hat einen vergoldeten Corpus. Das Altarretabel stammt aus dem letzten Drittel des 15. Jahrhunderts und ist ein bescheidenes Werk regionaler Produktion, das bisher keiner Werkstatt zugeordnet werden konnte. Es wurde im Jahr 1720 neu gefasst, 1890/91 unsachgemäß erneuert bzw. nochmals überfasst und im Jahr 1891 an die Nordwand versetzt. Im Mittelschrein befinden sich drei größere starre Figuren, getrennt durch gedrehte Säulchen, die Maßwerkbaldachine stützen: Maria mit Kind in der Mitte, ein Bischof links und die Heilige Katharina rechts. In den Flügeln des Altarretabels sind Figuren der zwölf Apostel zu sehen, je drei in zwei Zonen übereinander unter Baldachinen. In der Predella befinden sich jetzt Figuren der Anna selbdritt zwischen Magdalena links und Barbara rechts, für die Aufstellung zu Halbfiguren verkürzt. Auf den Rückseiten Flügel befinden sich stark beschädigte, verblasste Reste von vier Temperamalereien mit Passionsszenen, unter anderem Ecce homo und einer deutsch-lateinischen Fraktur-Inschrift: „Ums Jahr 1220 ist dieses Gotteshaus erbaut und in vielen bösen Zeiten bisher bewahrt geblieben“.
Der Taufstein im neugotischen Stil besteht aus Kunststein und stammt aus dem Jahr 1887. Er setzt sich aus einer achteckigen Säule mit einer sechseckigen Kuppa und einer überkragenden Abschlussplatte zusammen. Die Taufschale ist einfach und besteht aus Zinn.
Die Kanzel wurde 1891 wahrscheinlich nach einem Entwurf von Theodor Prüfer gefertigt und an die vordere Ecke des Pfarrstuhls angefügt. Sie besteht aus Holz und hat einen einfachen Aufbau mit einem polygonalen Kanzelkorb. In den spitzbogigen Brüstungsfeldern sind Darstellungen der vier Evangelisten gemalt.
Das Altarleuchter-Paar besteht aus Zinn und stammt aus den Jahren 1713 und 1719. Es handelt sich um Standleuchter mit einem runden Fuß auf drei Kugeln, die mit eingravierten Inschriften versehen sind. Der Balusterschaft und der ausladende Lichtteller runden die Formgebung ab. Das Kronleuchter-Paar aus dem Jahr 1889 ist aus Messing gefertigt und hat sechs Doppelarme sowie eine gedrehte obere Schafthälfte.
Eine Gedenktafel für die Gefallenen des Zweiten Weltkriegs ist eine schlichte hölzerne Rechtecktafel mit Rahmung. Sie nennt die Gefallenen der Gemeinde Steinhöfel.

### Glocken
Die Glocke wurde 1739 von Christian Heintze aus Berlin aus Bronze gegossen und steht gesondert unter Denkmalschutz. Sie ist reich verziert mit erhabenen Antiqua-Schriften, Friesen und einem Wappenrelief der Stifterfamilie, Grafen von Sparr. Eine zweite Glocke aus demselben Jahr wurde im Zweiten Weltkrieg abgeliefert und für Rüstungszwecke eingeschmolzen.

### Orgel
Die Orgel stammt aus dem Jahr 1889, wurde von Emil Kaltschmidt aus Stettin gebaut und steht gesondert unter Denkmalschutz. Das Werk ist größtenteils im Originalzustand erhalten. Es handelt sich um eine mechanische Schleifladenorgel mit einem dreiteiligen neogotischen Prospekt. Der erhöhte Mittelteil ist durch einen Wimperg mit Fialen und Krabben abgeschlossen. Die Disposition lautet:
| I Manual C–f3 |              |    |
| 1.            | Principal    | 8′ |
| 2.            | Gedackt      | 8′ |
| 3.            | Salicional   | 8′ |
| 4.            | Oktave       | 4′ |
| 5.            | Flauto dolce | 4′ |
| 6.            | Oktave       | 2′ |

| Pedal C–d1 |         |     |
| 8.         | Subbass | 16′ |

- Koppel: I/P

(siehe auch: Orgel-Glossar)